# Darius Olaru
Darius Dumitru Olaru (* 3. března 1998 Mediaş) je rumunský profesionální fotbalista, který hraje na pozici ofensivního či středního záložníka za rumunský klub FCSB, jehož je kapitánem, a za rumunský národní tým.

## Klubová kariéra
Olaru je odchovanec klubu Gaz Metan. S týmem postoupil z druhé ligy do rumunské nejvyšší soutěže a odehrál v jeho dresu přes 100 ligových zápasů.
V lednu 2020 přestoupil do FCSB. Za Roș-albaștrii nastoupil poprvé 2. února při prohře 0:1 s CFR Kluž a o čtyři dny později vstřelil svůj první gól v novém dresu při výhře 2:1 nad Voluntari. V létě 2020 vyhrál s klubem rumunský pohár. V letech 2021, 2022 a 2024 byl zvolen do nejlepší jedenáctky sezóny rumunské nejvyšší soutěže. Od listopadu 2022 plní roli klubového kapitána.
V sezóně 2023/24 se Olaru podílel na zisku své první ligové trofeje vstřelením 15 gólů v 36 ligových zápasech.

## Reprezentační kariéra
Olaru je bývalým rumunským mládežnickým reprezentantem. Svého reprezentačního debutu se dočkal 2. června 2021, když nastoupil do přátelského utkání proti Gruzii. Soutěžní debut si odbyl 5. září téhož roku při výhře 2:0 nad Lichtenštejnskem.
V létě 2024 byl nominován na závěrečný turnaj Mistrovství Evropy. Na turnaji nastoupil do dvou utkání jako střídající hráč.